# 王随莲
王随莲（1962年11月—），女，汉族，山东鄄城人，中华人民共和国政治人物。

## 生平
1997年9月加入九三学社。山东工学院（现并入山东大学）第一机械系机械制造与工艺设备专业毕业，山东科技大学机械设计及理论专业硕士、山东大学机械工程学院机械制造及其自动化专业博士在职研究生学历。历任山东大学研究生院招生办主任、学位办主任，山东省质量技术监督局副局长等职。2007年5月任九三学社山东省委主委，2008年1月当选山东省人民政府副省长，2009年1月兼任山东省红十字协会会长。2018年1月任山东省人大常委会副主任。2018年2月24日，当选为第十三届全国人大代表。